# Кичик-Акера
Кичик-Акера (азерб. Kiçik Həkəri, в верховьях — Акдаирманчай) — река в Азербайджане, левый приток Акеры. Протекает по территории Ходжавендского и Губадлинского районов. С начала 1990-х годов до осени 2020 года территория, по которой протекает река контролировалось непризнанной Нагорно-Карабахской Республикой.

## Описание
Длина реки — 28 км, площадь водосбора — 124 км². Исток Кичик-Акеры расположен на юго-восточном склоне Карабахского хребта, на высоте около 1810 м. Река в основном питается дождевыми водами. Вода реки используется для орошения.